# Canto anglicano

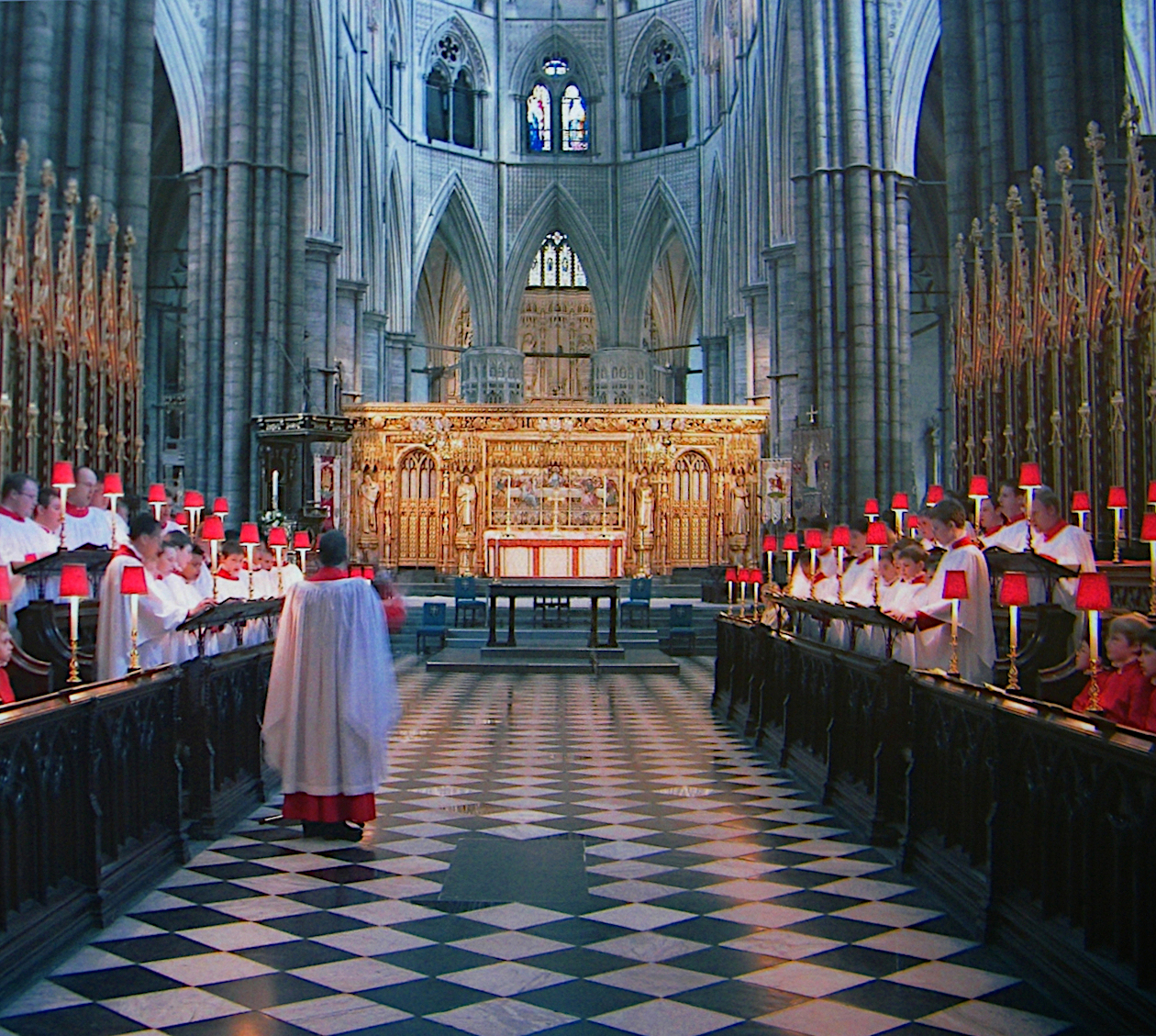
O canto anglicano é frequentemente cantado por coros de igrejas e catedrais, como o coro da Abadia de Westminster.

O canto anglicano, em inglês anglican chant é uma maneira de cantar textos não-métricos, incluindo salmos, hinos e cânticos da Bíblia, combinando o ritmo natural da fala das palavras com as notas de uma melodia harmonizada simples. Este tipo distinto de canto é um elemento significativo da música da Igreja Anglicana.
O canto anglicano era amplamente utilizado nas igrejas anglicanas e episcopais, mas hoje o canto anglicano é cantado principalmente em catedrais anglicanas e igrejas paroquiais que mantêm uma tradição litúrgica de coral. Além disso, o canto anglicano pode ser cantado nas igrejas presbiterianas,  e reformadas.
O canto anglicano cresceu a partir da tradição do  plainchant durante a reforma Inglesa. Ao cantar um texto em canto anglicano, o ritmo natural das palavras como seriam ditas por um orador cuidadoso governa como a música é ajustada às palavras. A maioria das palavras é cantada livremente e ritmicamente sobre as notas recitativas, encontradas nas primeira, quarta, oitava, décima primeira (etc.) barra do canto e com as outras notas da música apropriadamente ajustadas às palavras no final de cada meio verso. Anteriormente, o ritmo das notas não-recitadoras era estritamente observado, mas hoje em dia o ritmo é baseado na cadência natural de discurso. Assim, o comprimento de cada uma dessas notas tem pouca relação com o valor musical normal de uma nota, como um mínimo ou semi-breve.
O canto anglicano foi bem estabelecido no século XVIII. Os primeiros exemplos conhecidos são cantos únicos escritos por John Blow, Henry Purcell e seus contemporâneos. Exemplos anteriores de compositores Tudor, como Tallis, Farrant e outros, não são originais. Os primeiros cantos duplos são do século XVIII.

## Acompanhamento
Os salmos podem ser cantados desacompanhados ou acompanhados por um órgão de tubos ou outro instrumento. Os organistas usam uma variedade de registros para refletir a mudança de humor das palavras de verso a verso; mas o órgão nunca deve ser tão alto que as palavras não possam ser ouvidas claramente. Às vezes, os organistas podem se deliciar com a pintura de palavras, usando efeitos como uma nota de pedal profunda na palavra "trovão", um tom de junco duro para "escuridão" contrastando com uma mistura de "luz" ou (mais frivolamente !) Aplicando o Zymbelstern ao as frases "circundam" (Sl 110: 10), "campo limpo" (Sl 16: 7) e "serra do mar" (Sl 114: 3).

## Canto anglicano antifonal
Outra técnica estilística é usada em catedrais e igrejas que usam um estilo antifonal de canto. Nesse caso, o coro é dividido em dois meios-coros iguais, cada um com representação para as quatro partes musicais e, geralmente, um de frente para o outro. Eles são tipicamente chamados de Decani (geralmente o meio-coro do lado sul) e Cantoris (geralmente o meio-coro do lado norte). Em seguida, o coro pode empregar qualquer uma das técnicas conhecidas como um quarto de canto e meia cantando. No canto dos quartos (que é mais fiel à estrutura da poesia hebraica), o lado que começa (geralmente decani) canta o primeiro quarto do canto (e, portanto, a primeira metade do verso). O lado que não começou (geralmente cantoris) então canta o segundo quarto do canto (e, portanto, a segunda metade do verso). Esta sequência se repete. No meio-canto (que é mais verdadeiro no canto antifonal no estilo gregoriano ), decani canta os dois primeiros quartos do canto e cantor é nos dois próximos (para que cada meio-coro cante um verso inteiro de cada vez).
Com o canto antifonal, os dois primeiros versos, o Gloria e talvez os dois últimos, são frequentemente cantados por todo o coro.
Alguns coros são elaborados ainda mais, por exemplo, com alguns versos cantados por solistas, apenas agudos, somente alto / tenor/ baixo (com a linha de agudos transferida para uma das outras partes) ou uma parte ou solistas cantando a melodia enquanto o resto do cantarola o coro. Ocasionalmente, algumas ou todas as agudas podem cantar um descendente; isso geralmente acontece apenas no verso final do Salmo ou da Glória.